# Trematodon brevicalyx
Trematodon brevicalyx là một loài rêu trong họ Bruchiaceae. Loài này được Dixon mô tả khoa học đầu tiên năm 1925.